# Frankie Gavin
Frankie Raymond Gavin (* 28. September 1985 in Birmingham) ist ein ehemaliger britischer Profiboxer im Weltergewicht. Im Mai 2015 verlor er beim Kampf um die IBF-Weltmeisterschaft gegen Kell Brook. Bei den Amateuren war er unter anderem Weltmeister 2007 im Leichtgewicht und qualifizierte sich für die Olympischen Spiele 2008 in Peking, wo er jedoch aufgrund Überschreitung des Gewichtslimits nicht teilnehmen konnte.

## Amateurkarriere
Er gewann bei der Junioren-Europameisterschaft 2003 in Warschau eine Bronzemedaille im Federgewicht und wurde bei den Erwachsenen 2005 sowie 2007 Englischer Meister im Leichtgewicht. Bei EU-Meisterschaften gewann er 2005 in Cagliari Bronze im Leichtgewicht und 2008 in Władysławowo Gold im Halbweltergewicht; er siegte dabei auf dem Weg zum Titel jeweils gegen Boris Georgiew, Slawa Kerber, Marcin Łęgowski und Gyula Káté. Bei den Commonwealth Championships 2005 in Glasgow gewann er ebenso Gold, wie bei den Commonwealth Games 2006 in Melbourne.
Nachdem er bei der Europameisterschaft 2006 in Plowdiw noch im Viertelfinale unterlegen war, gewann er bei der Weltmeisterschaft 2007 in Chicago die Goldmedaille im Leichtgewicht, nachdem er sich jeweils gegen Omar Ward, Merei Aqschalow, Ramal Amanov, Onur Şipal, Alexei Tischtschenko und Domenico Valentino durchgesetzt hatte. Mit diesem Erfolg wurde er Englands erster Amateurboxweltmeister und qualifizierte sich für die Olympischen Spiele 2008 in Peking.
Kurz vor Beginn der Olympischen Spiele wurde bekanntgegeben, dass Gavin bei der Abwaage im Mannschaftstrainingslager in Macau das Leichtgewichtslimit überschritten habe und dieses auch bei der offiziellen Abwaage am nächsten Tag in Peking nicht mehr erreichen werde. Er wurde daraufhin von den Wettkämpfen ausgeschlossen.

## Profikarriere
Noch 2008 unterzeichnete er einen Profivertrag beim britischen Promoter Frank Warren, bestritt sein Debüt im Februar 2009 und gewann 19 Kämpfe in Folge, wobei er unter anderem Junior Witter (Kampfbilanz: 41-5), Denton Vassell (20-0) und David Barnes (27-2) besiegen konnte. Er wurde dabei irischer und britischer Meister sowie Commonwealth- und WBO-Intercontinental-Champion.
Am 1. August 2014 boxte er gegen den Italiener Leonard Bundu (30-0) um die EBU-Europameisterschaft, verlor den Kampf jedoch in Wolverhampton knapp nach Punkten. Nach drei folgenden Siegen, darunter gegen Bradley Skeete (18-0), konnte er am 30. Mai 2015 gegen den IBF-Weltmeister Kell Brook (34-0) antreten und verlor die Begegnung in London durch TKO in der sechsten Runde.
Nachdem er vier seiner folgenden fünf Kämpfe gewonnen hatte, wobei er im Oktober 2016 durch TKO gegen Sam Eggington (18-3) unterlegen war, boxte er am 17. November 2018 in Barakaldo gegen den spanischen EBU-Europameister Kerman Lejarraga (26-0) und verlor durch KO in der vierten Runde. Ohne einen weiteren Kampf bestritten zu haben, erklärte Gavin im Januar 2020 seinen Rücktritt vom Profiboxsport.

## Bare-Knuckle
Am 28. Juni 2025 bestritt er in Birmingham einen Bare-Knuckle-Kampf bei Bare Knuckle Fighting Championship (BKFC), den er gegen Jack Dugdale verlor.